# Museo nazionale dell'Indonesia
Il Museo nazionale dell'Indonesia (in indonesiano Museum Nasional) è un museo archeologico, storico ed etnografico situato a Giakarta, in Indonesia. 
Il museo si trova sul lato occidentale di Medan Merdeka (piazza Indipendenza). Localmente è conosciuto come Museum Gajah (museo dell'elefante) a causa della statua di un elefante situata davanti all'ingresso. 

## Storia
Il 24 aprile del 1778 un gruppo di intellettuali olandesi fondò la società scientifica chiamata Bataviaasch Genootschap van Kunsten en Wetenschappen allo scopo di promuovere studi e ricerche sulle arti e le scienze (e in particolare storia, archeologia, etnografia e fisica) delle Indie orientali. Motto della società era Ten Nutte van het Algemeen (a beneficio della collettività).
Tra i fondatori della società vi era il botanico Jacob Cornelis Matthieu Radermacher che donò un edificio oltre a numerose collezioni di oggetti e libri.  
Durante il periodo di dominazione britannica (1811-1816) divenne direttore dell'associazione il tenente governatore Sir Thomas Stamford Raffles che ordinò la costruzione di un nuovo edificio destinato ad ospitare il museo e la Literary Society (che in epoca precedente era chiamata Societeit de Harmonie). 
Nel 1862 il governo olandese delle Indie orientali fece costruire un nuovo edificio che permettesse di mettere in mostra le collezioni. Il nuovo museo venne inaugurato nel 1868. L'edificio è molto noto ed è chiamato Gedung Gajah (edificio dell'elefante) a causa della statua bronzea di un elefante collocata nello spiazzo davanti all'edificio e dono del sovrano thailandese Chulalongkorn (Rama V) in occasione della sua visita del 1871.
Nel 1923 all'associazione venne conferito il titolo di koninklijk (reale) per i meriti in campo scientifico, divenne quindi Koninklijk Bataviaasch Genootschap van Kunsten en Wetenschappen che il 26 gennaio del 1950 venne rinominata in Lembaga Kebudayaan Indonesia (Istituto culturale indonesiano). Nel 1962 la gestione del museo passò al governo e il museo assunse il nome di Central Museum per giungere al nome attuale con un decreto del 1979. Il museo dipende dal ministero dell'educazione e della cultura.

## Collezione
Nella collezione si trovano oggetti risalenti alla preistoria dell'epoca del neolitico, fossili, manufatti, armi provenienti da tutta l'Indonesia. 
Il museo dispone di un'enorme collezione di manufatti legati alle diverse etnie indonesiane, tra di essi vi sono costumi tipici, strumenti musicali, attrezzi, riproduzioni di abitazioni  e altre opere di artigianato.
Il museo ospita anche una delle più ricche collezioni di ceramica cinese tra cui pezzi delle dinastie Han, Tang, Song, Yuan, Ming e Qing. Insieme alle ceramiche di origine indonesiana e a quelle provenienti da tutto il sud-est asiatico costituiscono la collezione di ceramiche più ampia del mondo. 
Nei magazzini del museo si trovano anche alcuni dipinti di pittori francesi, tra cui Kandinskij, Zao Wou-Ki e Georges Braque donati dagli autori stessi negli anni '50 per la creazione di un museo d'arte.